# 中国驻波斯尼亚和黑塞哥维那大使馆
中华人民共和国驻波斯尼亚和黑塞哥维那大使馆，简称中国驻波斯尼亚和黑塞哥维那大使馆，是中华人民共和国驻波斯尼亚和黑塞哥维那的外交代表机构，位于萨拉热窝市布拉切贝吉奇大街17号，71000（Braće Begić 17, 71000 Sarajevo）。

## 机构设置
中国驻波斯尼亚和黑塞哥维那大使馆设置下列机构：
- 政治处
- 领事部
- 武官处
- 经商处
- 办公室